# Європейський єврейський конгрес
Європейський єврейський конгрес (англ. European Jewish Congress, EJC) — головна організація різних національних єврейських організацій у Європі. Конгрес був заснований у 1986 році європейським відділенням Світового єврейського конгресу. Штаб-квартира знаходиться в Брюсселі. За власною інформацією, EJC представляє 42 єврейські громади із загальною кількістю близько 2,5 мільйонів членів (станом на 2020 рік).